# Denticynorta dentica
Genre
Espèce
Synonymes
- Metacynorta denticus Walker, 1928

Denticynorta dentica, unique représentant du genre Denticynorta, est une espèce d'opilions laniatores de la famille des Cosmetidae.

## Distribution
Cette espèce est endémique d'Ohio aux États-Unis. Elle se rencontre vers Clear Creek.

## Description
L'holotype mesure 7 mm.

## Systématique et taxinomie
Cette espèce a été décrite sous le protonyme Metacynorta denticus par Walker en 1928. Elle est placée dans le genre Denticynorta par Roewer en 1947.

## Publications originales
- Walker, 1928 : « Revision of the order Phalangida of Ohio. » Ohio State University Studies, Biological Survey Bulletin, vol. 19, no 4, p. 153–175.
- Roewer, 1947 : « Diagnosen neuer Gattungen und Arten der Opiliones Laniatores (Arachn.) aus C.F. Roewer's Sammlung im Senckenberg-Museum. 1. Cosmetidae. Weitere Weberknechte XII. » Senckenbergiana, vol. 28, p. 7–57.